# هيدكراب
هيدكراب (بالإنجليزية: Headcrab)‏ (معناها: السرطان الذي يمسك بالرأس) هو كائن مختلق في سلسلة من ألعاب هاف-لايف. هجم على الأرض من عالم «زين» عقب الكارثة في مركز بلاك ميسا للأبحاث. هيدكراب هو كائن طفيلي، يستطيع ان يسيطر على ذهن الإنسان.
يتحرك الهيدكراب بواسطة أربعة أرجل طويلة. الجزء الأسفل من جسمه عبارة عن الفم الذي يحتوي على العدد من الإبر المخفية. بالرغم من ان الهيدكراب كائن صغير الحجم، يقدر على القفز لمسافة أكثر من 5 متر.
توجد الأنواع الثلاثة لهيدكراب:
- الهيدكراب العادي
- الهيدكراب السريع
- الهيدكراب السام

لكن في الجزء الأول من سلسلة هاف-لايف يوجد نوع وحيد من الهيدكراب فقط.